# Frederic Hudson
Pour les articles homonymes, voir Hudson.
Frederic Hudson (1819-1875) était un journaliste américain du XIXe siècle et l'un des premiers dirigeant du New York Herald et de l'Associated Press.

## Biographie
Frederic Hudson est né à Quincy (Massachusetts) en 1819. À 17 ans, il s'installe à New York, où ses frères ont ouvert l'"Hudson's News Room" et en 1836, il y rencontre James Gordon Bennett senior, qui vient de fonder un quotidien populaire à un cent, le New York Herald.
Frederic Hudson devient le directeur général du journal et le bras droit de James Gordon Bennett senior, qu'il remplace à chaque fois que ce dernier part en Europe pour de long voyages. Il le remplace également à la direction de l'agence de presse de grand quotidien new-yorkais du matin, fondée en 1848, l'Associated Press.
En 1866, Hudson prend sa retraite, avec sa femme, à Concord, Massachusetts tandis que le fils du fondateur, James Gordon Bennett junior, arrive à la tête du journal.
En 1873, Hudson publie une histoire des médias américains Journalism in the United States, from 1690 to 1872